# 弦动我心
《弦动我心》（英語：Music of the Heart，又译《心声》）是一部1999年的美国电影，该片是著名恐怖片导演韦斯·克拉文执导的唯一一部非恐怖/惊悚类长片电影，也是他所执导的唯一一部获得过学院奖提名肯定的电影，还是他与长年的合作伙伴，女制片人瑪莉安·麥德雷娜共同创建的克拉文-麥德雷娜電影公司继1997年推出青春恐怖片《惊声尖叫II》后所制作的第二部电影（1998年出品的《精油與肌膚》是一部电视电影，所以未算在内）。不过由于影片在商业上并不成功，所以之后韦斯和该公司也没有再推出制作非恐怖／惊悚类的电影。
影片由著名女演员梅丽尔·斯特里普领衔主演，也是有“拉丁流行音乐天后”之称的著名女歌手格洛丽亚·埃斯特凡的银幕处女作，但影片的另一个引人注目的大卖点还有多位著名音乐家的热心客串赞助演出，尤其是片尾影片在著名的卡内基大厅实地取景，包括伊扎克·帕尔曼、约夏·贝尔、艾萨克·斯坦恩、马克·奥康纳、迈克尔·特里、阿诺德·斯坦哈笛特、凯伦·布里吉斯、桑德拉·帕克、黛安·梦露和查尔斯·威尔爵士在内的多位著名小提琴演奏家与片中的小学生和女主角一起演奏古典音乐之父巴赫的《d小调双小提琴协奏曲》等多首曲目的段落，堪称全片最精华的部分，给观众心旷神怡的感受，让影片得到升华。

## 背景
著名流行歌手天后麦当娜原定出演女主角Roberta Guaspari，但是学习了数月的小提琴之后，由于“创作理念上的分歧”，她最终退出了电影的演出。
梅丽尔·斯特里普为出演本片成功学会了演奏古典音乐之父巴赫的《d小调双小提琴协奏曲》。
1995年的纪录片《Small Wonders》同样讲述了纽约市东哈莱姆的这位伟大的小提琴音乐教师Roberta Guaspari的真实故事，该片获第68届学院奖纪录片奖提名，也对本片有很大的影响。
故事是關於女主角教一班小朋友拉小提琴，因為一些理由令琴班被迫取消，但主角沒有放棄，並舉行了一場音樂會令更多人關注問題。

## 奖项与提名
梅丽尔·斯特里普因本片获学院奖、金球奖及演员工会奖提名。
由著名歌曲作家黛安·沃伦创作的影片主题曲“Music of the Heart”也获得第72届学院奖原创歌曲奖提名，并获格莱美奖最佳电影插曲奖提名。
本片也是曾7次获格莱美奖的著名歌手格洛丽亚·埃斯特凡的银幕处女作。

## 评论界反响
影片获得的评论较为混杂，但大多是正面评价，特别是梅丽尔·斯特里普饰演的女主角Roberta Guaspari一角获得较高的评价，在烂蕃茄网站上的正面评价为62%，《亚特兰大宪法报》评论家Eleanor Ringel Gillespie认为“影片制作过程中面临着大量前所未有的挑战，但是《心曲》无论从思想性还是娱乐性两方面都没有让人失望”。《芝加哥太阳报》著名评论家罗杰·艾伯特给予影片3星（最高为4星）的评价，他在自己的评论文章中写道：“梅丽尔·斯特里普以善于模仿口音而闻名，她或许是最善于此道的电影演员。所以除非你已经听过她在没有演出时说话，否则你甚至可能会误以为她本来就是没有口音的。（知道这一点之后）你才能意识到她在本片中的演出绝不比她其他的演出逊色，这不是她自己的口音，而完全是另一个人的口音”。Steve Rosen则在其评论文章中写道：“梅丽尔·斯特里普表演的杰出在于，她真实还原了Roberta Guaspari的平凡，从而让这个角色的成就更加的不平凡！”

## 电影原声带曲目列表
1. "Music of My Heart" - 格洛丽亚·埃斯特凡和超级男孩 (4分32秒)
2. "Baila" - 珍妮弗·洛佩兹 (3分54秒)
3. "Turn the Page" - 艾莉娅 (4分16秒)
4. "Groove With Me Tonight (Pablo Flores English Radio Version)" - 梅努多乐队（英语：Menudo (band)） (4分37秒)
5. "Seventeen" - Tre O (3分48秒)
6. "One Night with You" - C音符（英语：C Note (band)） (5分4秒)
7. "Do Something (Organized Noize Mix)" - 玛茜·格蕾（英语：Macy Gray） (3分53秒)
8. "Revancha de Amor" - Gizelle d'Cole (4分6秒)
9. "Nothing Else" - 小胡里欧·伊格里赛亚斯（英语：Julio Iglesias, Jr.） (4分23秒)
10. "Love Will Find You" - 杰西·韦拉斯克斯（英语：Jaci Velasquez） (4分34秒)
11. "Music of My Heart" (Pablo Flores Remix) - 格洛丽亚·埃斯特凡和超级男孩 (4分23秒)
12. "d小调双小提琴协奏曲" - 伊扎克·帕尔曼和约夏·贝尔 (3分56秒)

## 票房
影片上映的第一个周末在北美地区获得360万美元的票房收入，名列第5位。